# Cavalieri del Mare Beach Soccer
I Cavalieri del Mare Beach Soccer sono stati una società sportiva italiana di beach soccer della città di Viareggio.

## Storia
I Cavalieri del Mare Beach Soccer nascono ufficialmente nel 2004 da un'idea di Gianni e Federico Fruzzetti: nello stesso anno partecipano al primo campionato organizzato e ufficializzato dalla FIGC-LND. Vincono due scudetti in due anni, una supercoppa italiana. La squadra rappresenta per i primi due anni la cittadina versiliese di Forte dei Marmi.
Tuttavia la storia dei Cavalieri ha inizio già nel 1999, quando i toscani prendono parte con il nome di Peschereccio al primo Campionato Italiano LIBS (otto tappe itineranti, con le vincenti di tappa promosse alle finali a Fontane Bianche in Sicilia). Rientrati nel giro del beach soccer con l'inizio dell'attività ufficiale della FIGC-LND, la squadra toscana, divenuta appunto Cavalieri del Mare Beach Soccer, vince tutti i trofei in palio, esclusa la Coppa Italia.
La stagione 2006, che vede i Cavalieri del Mare rappresentare la città di Viareggio, si conclude con un buon quarto posto.
Dopo due anni di digiuno, i Cavalieri del Mare tornano vincere: alla vigilia della poule scudetto di San Benedetto del Tronto i versiliesi conquistano la Supercoppa di Lega battendo per 4-3 il Milano Beach Soccer. Sconfitti subito ai quarti di Coppa dall'Agenzia Lemme Vasto, i Cavalieri chiudono il campionato al quinto posto.
La stagione 2009 è amara: dopo la sconfitta i rigori con il Milano Beach Soccer nella finale di Coppa Italia, la squadra arriva a giocarsi le semifinali di campionato, dopo aver eliminato per 7-6 i rivali del Catania Beach Soccer ai quarti. Nelle semifinali viene però sconfitta 5-2 da Milano, perdendo la finale di consolazione contro Terracina per 6-5.
Sarà l'ultimo campionato disputato dai Cavalieri del Mare Beach Soccer, che dopo 10 anni di storia e la conquista di 3 scudetti e 2 Supercoppe, decidono di sciogliersi, anche a causa di alcune scelte non condivise della FIGC-LND.
Nel 2012 i Cavalieri del Mare decidono di entrare a far parte delle squadre che parteciperanno al Super 8 beach soccer tournament, torneo amatoriale organizzato da Officina Italiana Eventi.
Nel 2016 i Cavalieri del Mare tornano ad iscriversi al campionato di Serie A FIGC-LND con il nome di S.S. Lazio Beach Soccer, a seguito della fusione con la società romana Colesseum Beach Soccer.

## Palmarès
- Campionato di Serie A: 2

2004, 2005
- Supercoppa italiana: 2

2005, 2008